# Karmir Blur

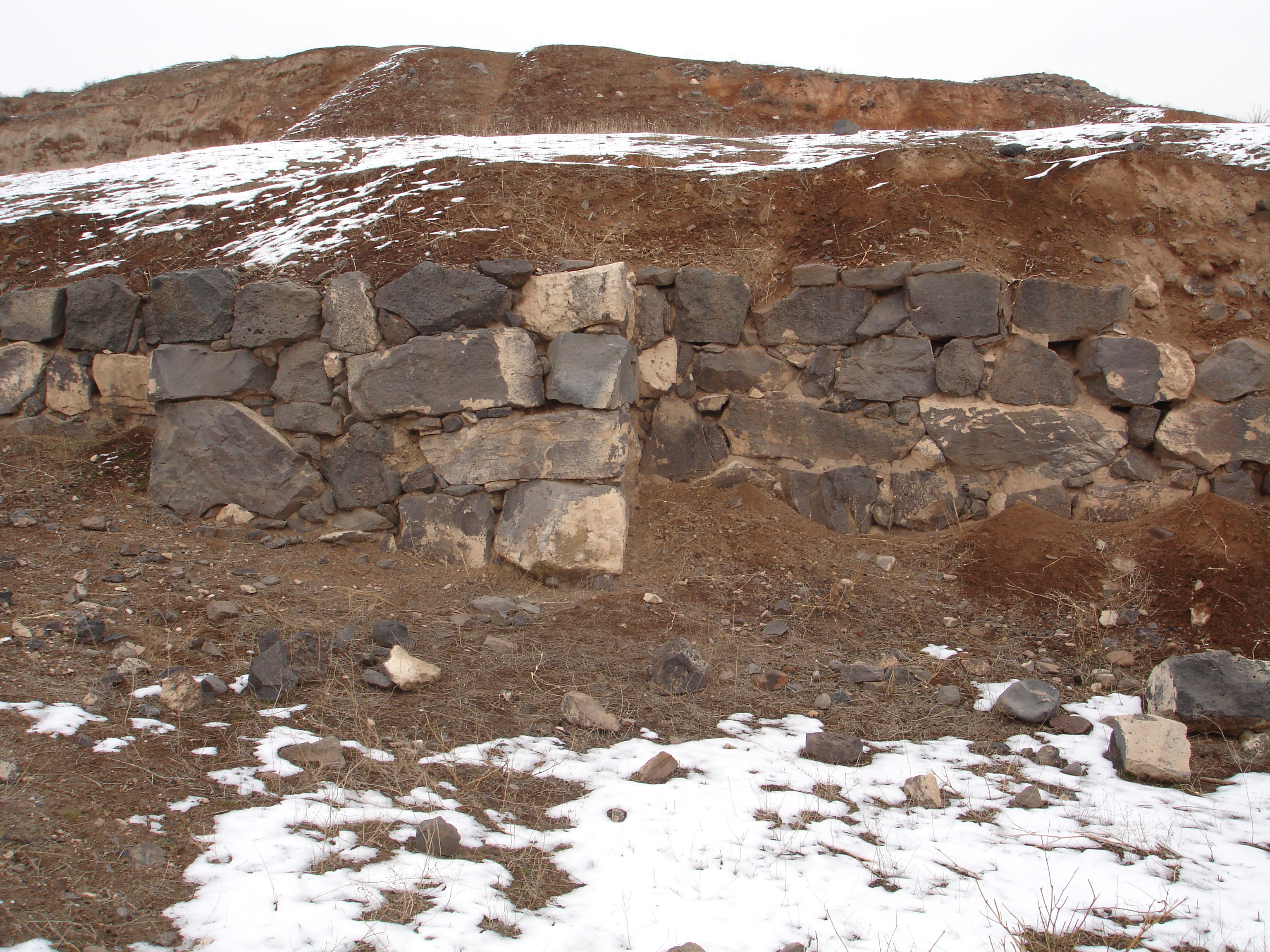
Ruiny na Karmir Blur

Karmir Blur, Czerwone Wzgórze (orm. Կարմիր Բլուր) – wzgórze położone w Armenii, 30 km na północ od Erywania, na lewym brzegu rzeki Hrazdan, na którym odkryto ślady starożytnych osad, w tym urartyjskiego miasta-twierdzy Tejszebaini.
Karmir Blur zwrócił uwagę archeologów w 1936 roku, gdy geolog Aleksandr Diemiochin podczas badań bazaltów nad rzeką Hrazdan odkrył na wierzchołku wzgórza odłamek kamienia z pismem klinowym. Zorganizowane wkrótce prace archeologiczne przyczyniły się do odkrycia na wzgórzu ruin starożytnej osady.
Od 1939 roku Karmir Blur stał się obiektem systematycznych badań naukowych. Wykopaliska wykazały, że w VII–VI wiekach p.n.e. na Karmir Blur znajdowało się urartyjskie miasto-twierdza Tejszebaini. Warstwy wcześniejsze zawierały pozostałości po osadach z epoki eneolitu i wczesnego brązu (XIII–VIII wiek p.n.e.). Przedurartyjskie osady były zbudowane na planie koła lub prostokąta. W domostwach odkryto jamy na ziarno i antropomorficzne figurki bogów z kamienia – prawdopodobnie symboli płodności. Wszystkie osady sprzed powstania Urartu, położone na lewym brzegu rzeki Hrazdan, miały wiele wspólnych cech. Przypuszczalnie obszar ten był określany nazwą „kraina Aza”, o której istnieją wzmianki w późniejszych rocznikach urartyjskich.
Osada odkryta na Karmir Blur została spalona i zburzona prawdopodobnie za panowania Argisztiego I, tj. w okresie ekspansji Urartu na północ w kierunku Zakaukazia. Po podbiciu krainy Aza Karmir Blur przez prawie sto lat nie interesował królów urartyjskich. Dopiero Rusa II wzniósł w tych okolicach twierdzę Tejszebaini. W VI wieku p.n.e. została ona zdobyta i spalona przez Scytów. Możliwe, że wzgórze otrzymało miano czerwonego po pożarze, wskutek którego cegła, z której budowano domy, wypaliła się na czerwono.